# Lophodermium seriatum
Lophodermium seriatum är en svampart som först beskrevs av Marie Anne Libert, och fick sitt nu gällande namn av De Not. 1847. Lophodermium seriatum ingår i släktet Lophodermium och familjen Rhytismataceae.  Arten är reproducerande i Sverige. Inga underarter finns listade i Catalogue of Life.